# Spea
Spea é um género de Anfíbios anuros da família Scaphiopodidae distribuídos pelos Estados Unidos.

## Espécies
- Spea bombifrons (Cope, 1863)
- Spea hammondii (Baird, 1859)
- Spea intermontana (Cope, 1883)
- Spea multiplicata (Cope, 1863)